# Abtei New Melleray

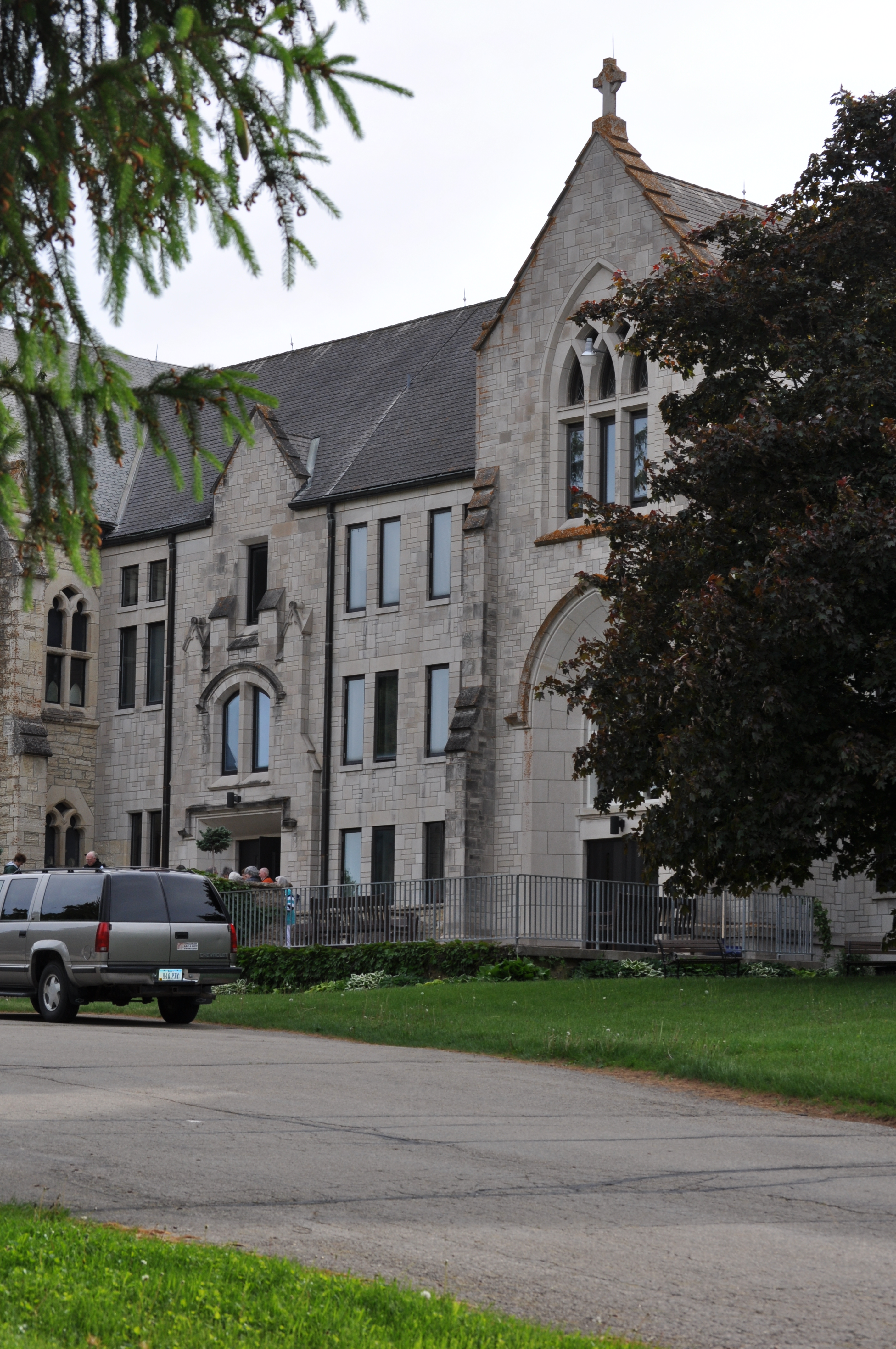
New Melleray Abbey – Außenansicht des Klostergebäudes

Die Abtei New Melleray (lat. Abbatia Beatae Mariae de Novo Melleario; engl. New Melleray Abbey) ist seit 1849 ein US-amerikanisches Kloster der Trappisten in Peosta, Dubuque County, Iowa, Erzbistum Dubuque.

## Geschichte

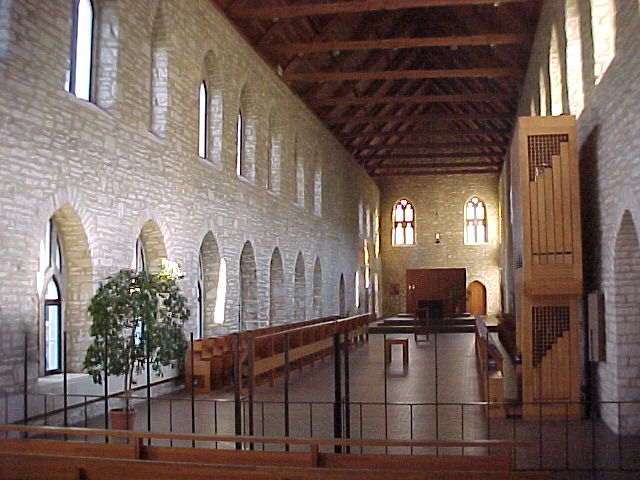
Oratorium des Klosters

Das irische Kloster Mount Melleray gründete 1849 in den Vereinigten Staaten das Tochterkloster New Melleray als mögliche Zuflucht vor der großen Hungersnot in Irland (1862 zur Abtei erhoben). Auf dem Höhepunkt der Berufungen (1961) zählte das Kloster 160 Mönche. Zum Unterhalt des Klosters trägt derzeit die Fabrikation von Särgen bei.

### Gründungen
- 1951: Trappistenabtei Ava (Missouri)
- (Gescheiterte Gründung in Wexford, Iowa, 1857–1858)

### Obere, Prioren und Äbte
- Clement Smyth (1849 Titularprior; 1852–1857 Prior)
- James O’Gorman (1849–1850 Superior ad nutum, 1857–1859 Prior)
- Francis Walsh (1850–1852 Titularprior)
- Bernard McCaffery (1859–1860 Superior ad nutum; 1861–1862 Superior ad nutum)
- Ignatius Foley (1860–1861 Prior)
- Ephrem McDonnell (1862–1863 Prior, 1863–1883 erster Abt)
- Alberic Dunlea (1883–1889 Superior ad nutum; 1897–1917 Abt)
- Louis Carew (1889–1897 Superior ad nutum)
- Bruno Ryan (1917–1944 Abt)
- Albert Beston (1944–1946 Abt)
- Eugene Martin (1946–1952 Abt)
- Vincent Daly (1952–1954 Abt)
- Philippe O’Connor (1954–1964 Abt)
- Matthias (James) Kerndt (1964–1966 Abt)
- Gérard Kennedy (1966–1967 Apostolischer Administrator)
- Ignace Weber (1967 Superior)
- David (Berchmans) Wechter (1967–1976 Abt)
- David Bock (1976–1978 Superior ad nutum, 1978–1984 Abt)
- Brendan Freeman (1984–2013 Abt)
- Mark Scott (2013—2014 Superior ad nutum, 2014–2020 Abt)
- Brendan Freeman (seit 2021 Superior ad nutum)